# Pseudagrion hageni
Pseudagrion hageni е вид водно конче от семейство Coenagrionidae. Видът не е застрашен от изчезване.

## Разпространение
Разпространен е в Ангола, Замбия, Зимбабве, Кения, Малави, Мозамбик, Танзания, Уганда и Южна Африка.